# Grup de la calcioferrita
El grup de la calcioferrita és un grup de minerals de la classe dels fosfats establert i aprovat per l'Associació Mineralògica Internacional el 2019.
La fórmula química dels minerals que integren aquest grup és Ca₄AD₄(PO₄)₆(OH)₄·12H₂O, on D pot ser Fe³⁺ o Al. De fet, el grup de la calcioferrita es divideix en dos subgrups, el subgrup de la calcioferrita i el subgrup de la montgomeryita, en funció del catió dominant al lloc D: 
- Subgrup de calcioferrita: D = Fe³⁺
- Subgrup de montgomeryita: D = Al.

Segons la classificació de Nickel-Strunz les espècies que integren aquests dos subgrups pertanyen a «08.DH: Fosfats amb cations de mida mitjana i gran, (OH, etc.):RO₄ < 1:1» juntament amb els següents minerals: minyulita, leucofosfita, esfeniscidita, tinsleyita, jahnsita-(CaMnFe), jahnsita-(CaMnMg), jahnsita-(CaMnMn), keckita, rittmannita, whiteïta-(CaFeMg), whiteïta-(CaMnMg), whiteïta-(MnFeMg), jahnsita-(MnMnMn), jahnsita-(CaFeFe), jahnsita-(NaFeMg), jahnsita-(NaMnMg), manganosegelerita, overita, segelerita, wilhelmvierlingita, juonniïta, arseniosiderita, kolfanita, mitridatita, pararobertsita, robertsita, sailaufita, mantienneïta, paulkerrita, benyacarita, xantoxenita, mahnertita, andyrobertsita, calcioandyrobertsita, englishita i bouazzerita.
El subgrup de la calcioferrita està format per dues espècies: la calcioferrita i la zodacita. Totes dues espècies cristal·litzen en el sistema monoclínic.
| Espècie       | Fórmula                       |
| ------------- | ----------------------------- |
| Calcioferrita | Ca₂Fe³⁺₂(PO₄)₃(OH)·7H₂O       |
| Zodacita      | Ca₄Mn²⁺Fe³⁺₄(PO₄)₆(OH)₄·12H₂O |

Aquestes dues espècies no són gaire abundants. Una d'elles, la calcioferrita, ha estat descrita als territoris de parla catalana: a la pedrera del Turó de Montcada, a Montcada i Reixac (Vallès Occidental), així com a les mines de Bruguers, a la localitat de Gavà, i a la pedrera Sansón, a Sant Feliu de Llobregat, trobant-se aquests dos darrers jaciments al Baix Llobregat.
El subgrup de la montgomeryita està format per tres espècies: la fanfaniïta, la kingsmountita i la montgomeryita. Tant la fanfaniïta com la montgomeryita cristal·litzen en el sistema monoclínic, mentres que la kingsmountita és la única espècie del grup en cristal·litzar en el sistema triclínic.
| Espècie       | Fórmula                     |
| ------------- | --------------------------- |
| Fanfaniïta    | Ca₄MnAl₄(PO₄)₆(OH)₄·12H₂O   |
| Kingsmountita | Ca₃MnFeAl₄(PO₄)₆(OH)₄·12H₂O |
| Montgomeryita | Ca₄MgAl₄(PO₄)₆(OH)₄·12H₂O   |

La fanfaniïta i la montgomeryita són les dues espècies d'aquest subgrup que han estat descrites als territoris de parla catalana. La fanfaniïta ha estat trobada al camp de pegmatites d'Argelers, un municipi de la comarca del Rosselló, a la Catalunya del Nord. La montgomeryita ha estat trobada a la Cauna de l'Aragó, a la localitat de Talteüll (Rosselló, Catalunya Nord), al Turó de Montcada (Montcada i Reixac, Vallès Occidental), i les mines de Bruguers, a Gavà (Baix Llobregat).